# Smocza Jama
 (mai 2018).

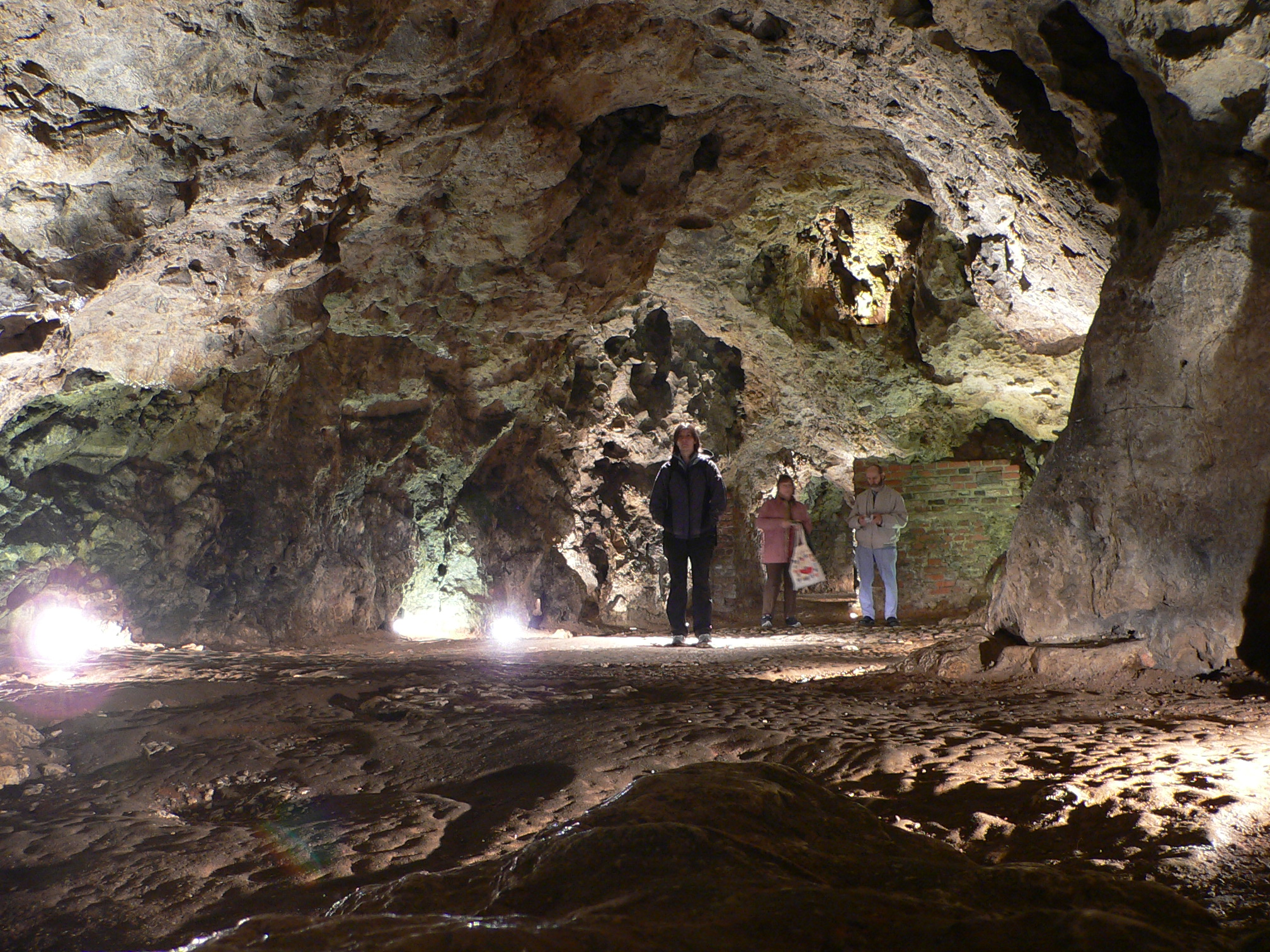
Intérieur de la grotte Smocza Jama.

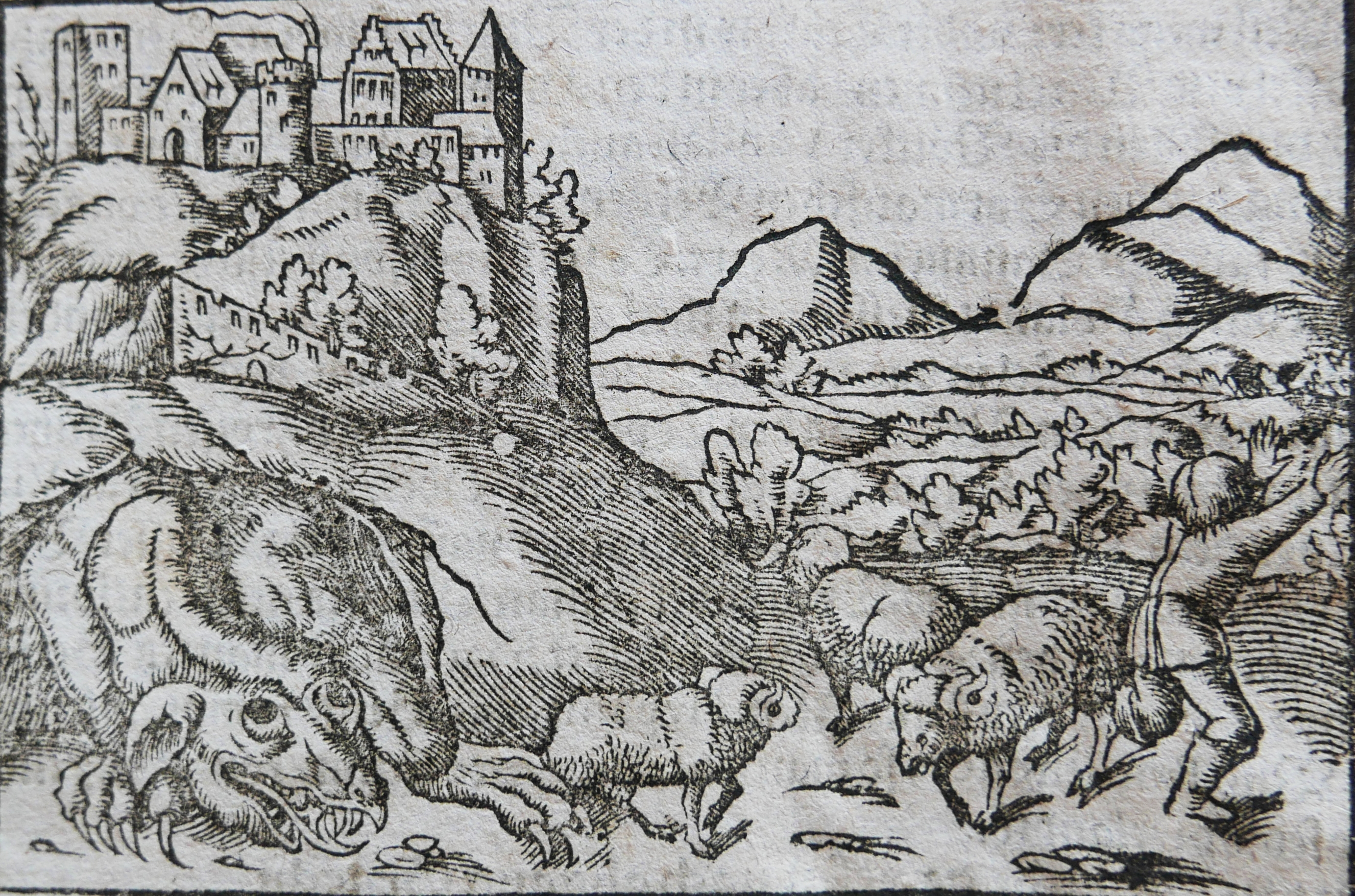
Le dragon du Wawel sortant de la grotte.

Smocza Jama (en français : Repaire du dragon) est une grotte de calcaire située dans la falaise du Wawel au cœur de la ville de Cracovie face à la Vistule. Selon la légende, le dragon du Wawel vivait dans cette grotte.

## Description
La grotte Smocza Jama possède trois entrées : l'une naturelle faisant face à la Vistule ; une autre artificielle percée au XIXe siècle pour une conduite d'eau ; un troisième accès, découvert en 1974, conduisant vers la Basilique-cathédrale Saints-Stanislas-et-Venceslas de Cracovie.
La grotte mesure 276 mètres de long et 15 mètres de hauteur.

## Histoire et légende
Cette célèbre grotte est signalée dès le XIIIe siècle par l'évêque de Cracovie Vincent Kadlubek. Il relatait la légende du dragon du Wawel logeant dans cette grotte et terrorisant les environs. Selon la légende, le roi Krakus, fondateur de la ville de Cracovie, finit par faire tuer ce dragon.
Au cours du XVIIe siècle et du siècle suivant, la grotte sert de taverne fréquentée par certains intellectuels tel que le poète Jan Andrzej Morsztyn.
En 1972 fut dressée la statue du dragon du Wawel réalisée par l’artiste polonais Bronisław Chromy.